# Scarsella (armatura)
La Scarsella (Tassets in lingua inglese) è un pezzo dell'armatura a piastre atta a proteggere la parte superiore della gamba, nel punto in cui la coscia si congiunge all'inguine. Prende la forma di piastra separata dal resto dell'armatura, appesa alla panziera o alla cotta di piastre che protegge il torso, a seconda dei modelli di corazza. La scarsella poteva essere realizzata in un singolo pezzo o segmentata. Tra XVI e XVII secolo, quando si diffuse l'armatura a tre quarti, la scarsella si fuse con il cosciale andando a creare un gambale a lamine articolate che proteggeva l'arto inferiore dall'anca al ginocchio.